# Joseph H. Defrees

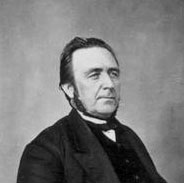
Joseph H. Defrees

Joseph Hutton Defrees (* 13. Mai 1812 in Sparta, White County, Tennessee; † 21. Dezember 1885 in Goshen, Indiana) war ein US-amerikanischer Politiker. Zwischen 1865 und 1867 vertrat er den Bundesstaat Indiana im US-Repräsentantenhaus.

## Leben
Im Jahr 1819 kam Joseph Defrees mit seinen Eltern nach Piqua im Staat Ohio, wo er später die öffentlichen Schulen besuchte. Zwischen 1826 und 1829 machte er eine Lehre im Schmiedehandwerk; danach erlernte er auch das Druckerhandwerk. Im Jahr 1831 zog Defrees nach South Bend in Indiana, wo er die Zeitung „Northwestern Pioneer“ gründete. Zwei Jahre später zog er nach Goshen, wo er im Handel und im Bankgewerbe tätig war. Zwischen 1835 und 1840 war Defrees als Sheriff Polizeichef im Elkhart County. 1849 sowie nochmals im Jahr 1872 war er Abgeordneter im Repräsentantenhaus von Indiana. Von 1850 bis 1854 gehörte er dem Staatssenat an.
Defrees schloss sich der 1854 gegründeten Republikanischen Partei an. Bei den Kongresswahlen des Jahres 1864 wurde er im zehnten Wahlbezirk von Indiana in das US-Repräsentantenhaus in Washington, D.C. gewählt, wo er am 4. März 1865 die Nachfolge von Joseph K. Edgerton antrat. Da er im Jahr 1866 auf eine weitere Kandidatur verzichtete, konnte er bis zum 3. März 1867 nur eine Legislaturperiode im Kongress absolvieren. Während dieser Zeit endete der Bürgerkrieg. Danach überschattete der Streit zwischen Präsident Andrew Johnson und der Republikanischen Partei auch die Arbeit des Kongresses.
Nach seinem Ausscheiden aus dem US-Repräsentantenhaus nahm Joseph Defrees seine früheren Tätigkeiten wieder auf. Außerdem wurde er im Mühlengeschäft tätig. Er war am Bau der hydraulischen Wasserwerke in Goshen beteiligt. Darüber hinaus war er zunächst einer der Direktoren und später Präsident der Eisenbahngesellschaft Cincinnati, Wabash & Michigan Railroad. Joseph Defrees starb am 21. Dezember 1885 in Goshen, wo er auch beigesetzt wurde.